# Линейни кораби тип „Саут Каролина“
Саут Каролина (на английски: South Carolina, „Южна Каролина“) са серия линейни кораби на САЩ. От проекта са построени две единици: „Саут Каролина“ и „Мичиган“ (на английски: Michigan). Първите дредноути на американския флот. Също така това са първите в света, по време на проектиране, дредноути, но поради продължителния им строеж отстъпват първенството по влизане в строй на британския „Дредноут“ („HMS Dreadnought“). Заедно с това стават първите в света линейни кораби с линейно-терасовидно разположение на кулите на главния калибър.

## Произход на американския линкор
В края на XIX век в САЩ се разгръща бурно военноморско строителство, като главното място в корабостроителните програми е отведено на броненосците, които се считани за гръбнака на флота. В САЩ, обкръжени от всички страни с океани, преобладава мнението, че в бъдещите сражения между флотовете миноносците няма да могат да приемат активно участие, тъй като не обладават достатъчна мореходност, и изхода на сраженията ще бъде предрешен в сражението на линейните кораби. За това флотът на САЩ се стреми да има в своя строй колкото се може по-голям брой от най-мощните броненосци.
Идеите, довели до появата на американския дредноут, се раждат в началото на XX век. Към този момент броненосците са въоръжени с главен калибър от 305-мм оръдия и втори калибър от 203-мм оръдия. Но на вододела на вековете става очевидно, че в резултат на прогреса на артилерията и способите за нейното управление бойните дистанции се увеличават толкова, че 203-мм оръдия стават неефективни против тежката броня. За увеличаването на дистанцията също способства увеличаващата се опасност от торпедата. Броненосците на всички страни се въоръжават с траверсни торпедни апарати, за това в генералното сражение сближение на далечина на пуск на торпедата е опасно. През 1903 г. Генералният съвет на флота на САЩ смята, че в близкото бъдеще ефективната далечина на стрелбата с торпеда ще достигне 3000 м. В тази ситуация планираните далечини на боя постоянно растат. И за това единственото преимущество на по-малките оръдия – скорострелността – губи смисъл, тъй като при голямата дистанция е необходимо да се изчака падането на снаряда, за да може по неговия плясък да се проведе коригирането на огъня. Също така плясъците от големите снаряди се виждат по-добре.
Един от първите става публикуваният през март 1902 г. в журнала на Военноморския институт на САЩ „Proceedings“ проект на лейтенанта Мет X. Сигнор. В проекта се предлага кораб, въоръжен с две троръдейни 305-мм кули по краищата и две триоръдейни кули с 254-мм оръдия по бордовете. Противоминния калибър се състои от 60-калибрени 127-мм оръдия. Проектът е подложен на критики спрямо някои детайли, но всички са привлечени от неговата огнева мощ. Експертът от флота по артилерия, професорът П. Р. Елджър, предлага вместо триоръдейни кули с разнороден калибър да се използват осем 305-мм оръдия, което става едно от първите предложения за кораб „all big gun“ (на български: само големи оръдия). Бъдещият главен конструктор на флота, Дейвид В. Тейлър, (на английски: David W. Taylor) предлага да се постави на новия кораб парни турбини, а проблема с тяхната ниска икономичност при средните скорости да се решат чрез използването на винтове с регулируема стъпка.
През май 1902 г. Бюрото по конструиране и ремонт на флота на САЩ (на английски: Bureau of Construction and Repair), при изследването на различните варианти за броненосеца „Мисисипи“, разглежда проект на 17-възлов броненосец с хексагонално разположение на шест двуоръдейни кули с 254-мм оръдия. Но, навярно, най-големият принос принадлежи на лейтенант-командира Х. С. Поундстоун. През декември 1902 г. той изпраща на президента Теодор Рузвелт писмо с предложение рязко да се увеличат размерите на корабите и вместо батареи от 305-мм и 203-мм оръдия да се премине към батарея от оръдия с калибър 280 и 229 мм. Неговите разработки не са публикувани до 1903 г. През октомври 1903 г. в Европа е публикувана работата на Виторио Куниберти „Идеалният линкор за британския флот“, в която е представен проект за кораб с единен главен калибър. Това кара Поундстоун да преразгледа своите идеи в полза на кораб, въоръжен с единен 280-мм калибър, който позволя ефективно да се порази линкора на Куниберти на предполагаемите дистанции на боя. При обсъжданията на идеята на Поундстоун на ежегодната конференция в Нюпорт, през лятото на 1903 г., проведената военноморска игра показва, че корабът с хексагонално разположение на 280-мм или 305-мм оръдия има превъзходство над три кораба от съществуващи типове.
В подготвения, според резултатите на конференцията, меморандум се говори за необходимостта от преход към единен главен калибър. От една страна, дистанцията 2700 – 3000 м определя минималната дистанция на сближение в артилерийския бой без опасността да се получи торпеден залп от противника. На тази дистанция 178-мм и 203-мм оръдия не могат ефективно да поразят защитените с дебела броня броненосци. От друга страна, за поразяването на високоскоростните маневрени цели, от типа на миноносците, е необходима не мощност на снаряда, а скорострелност, за което добре подхождат оръдията с доста по-малък калибър. За това, за средната артилерия, на кораба просто няма задачи за решаване. Според изводите се предлага да се създаде кораб с дванадесет 305-мм оръдия и колкото се може по-голям брой 76,2-мм оръдия.
Опирайки се на изводите от конференцията, Генералният съвет на флота (на английски: General Board of the United States Navy), през октомври, изпраща официално запитване към бюрото по конструиране за проектирането на кораб с еднороден главен калибър. Обаче работите по проекта не са започнати, тъй като бюрото е претоварено с работи по текущите проекти. Но на 26 януари 1904 г. това запитване е преоформено за създаването на кораб с четири 305-мм, осем 254-мм и противоминни 76-мм оръдия. И даже по този проект работите на бюрото са започнати едва през септември на 1904 г.
На поредната лятна конференция са сравнени три проекта – текущата поръчка на Генералния съвет под името „Саут Каролина“, броненосеца „Кънектикът“ и миналогодишния проект с еднороден главен калибър. За минимална дистанция на артилерийския бой също е приета 2700 м (3000 ярда). В резултат на разчетите за бронепробиваемост е направен извод за това, че даже 254-мм оръдия са недостатъчни за увереното пробиване на бронята и само 305-мм оръдия обладават необходимата ефективност. По отношение на скоростите е направен извод, че даже тривъзловото преимущество по скорост (18 възела против 15) не дава преимущество на по-бързата ескадра, тъй като при опит да се „постави чертичката над Т-то“ по-бавната ескадра във всеки един момент може да го неутрализира със завиване настрани.
Междувременно Поундстоун продължава своите разработки, предлагайки през юни 1904 г. на Генералния съвет три проекта, последния от които, USS „Possible“, има дванадесет 280-мм оръдия при водоизместимост 19 330 тона. Той прилича за съюзник лейтенант-командира У. С. Симс, който има много голям принос за усъвършенстването на техниката за управление на артилерийския огън във флота на САЩ. При разглеждането на проекта за новия кораб от президента Рузвелт представителите на бюрото по конструиране настояват, че кораб с еднороден калибър ще бъде непрактичен, а наличието на оръдия от втори калибър може да стане решаващ фактор в боя. Симс противопоставя на това резултатите от практическите стрелби през 1904 г. и проекта на Поундстоун. Президентът е заинтересуван, но не е ясен въпроса по повод 254-мм калибър. През октомври 1904 г. У. Л. Роджърс, от Военноморския колеж, подготвя меморандум, в който казва, че за увеличаващите се дистанции на боя 305-мм оръдия, за сметка на по-голямата си точност и разрушаваща сила, получават подавляващо преимущество над 254-мм оръдия. Според неговите оценки, линкор с десет 305-мм оръдия трябва да има водоизместимост от 18 300 тона, а с дванадесет – 21 100 т.
През октомври 1904 г. бюрото по конструиране стига до извода, че простата замяна на бордовите 203-мм оръдия в проекта „Кънектикут“ с двуоръдейни 254-мм или еднооръдейни 305-мм оръдия не толкова проста. Увеличаването на теглото, с оглед големите отвори за барбетите, на горната палуба води до появата на недопустими напрежения в корпуса. За разрешаването на тези проблеми са необходими като минимум три месеца. В края на краищата бюро стига до извода, че вписването на бордови кули с такъв калибър в пределите на 16 000 т е нереално без съществено влошаване на здравината на корпуса или бронирането. Но тези изводи закъсняват. Без да има от флота никакви предложения и аргументи за снемането на лимита, Конгресът оставя в действие 16 000-тонния лимит, отделяйки, на 3 март 1905 г., средства за строителството на два линкора – „Саут Каролина“ и „Мичиган“.

## Проектиране
Главният конструктор Вашингтон Л. Кепс взема радикално решение. Той решава, че главното за бъдещия кораб ще стане действието в линия по време на линейния бой на главните сили, а за това приоритетно е получаването на максимален бордови залп. Желанието все пак да се получи достатъчно силен залп по носа и кърмата води до появата на схемата, която става впоследствие класическа, – линейно-терасовидното разположение на кулите по диаметралната плоскост – по две на носа и кърмата, една над друга. Тази схема, като „S“, е датирана април 1905 г.
Най-големи опасения предизвиква стрелбата на едната кула над другата право по носа или кърмата. За много от специалистите такава стрелба се счита за невъзможна поради въздействията на дулните газове и ударната вълна при изстрела върху разчета на долната кула. Отсъствието на такива данни кара конструкторите на британския „Дредноут“ да раздалечат кулите колкото се може по-далеч една от друга. Американците решават този въпрос чрез експеримент. Наистина, това е направено едва през март 1907 г., когато да се внасят изменения в проекта на „Саут Каролина“ вече е късно. От кула на монитора „Флорида“ (на английски: USS Florida (BM-9)) е демонтирано едно 305-мм оръдие и то е поставено на надстройката. Отначало в кулата са поставени животни и са произведени няколко изстрела. След това, като става ясно, че животните не са пострадали, експериментът е проведен с офицери-доброволци, начело с Кепс. Единственото подобрение, което се препоръчва след края на изпитанията е увеличаването на дебелината на задната стена. Също така Кепс решава да увеличи боезапаса на кулите от 60 снаряда на оръдие при предходните броненосци до 100, което става впоследствие стандарт за американския флот. В проекта, както по-рано се предполага, артилерията е допълнена само от 76-мм оръдия в каземати.
Твърдия лимит по водоизместимост води до необходимост за икономия на място и обем. Така например, каютите на офицерите от тяхното предишно разположение на предшествениците на кърмата са пренесени в надстройката, а на кърмата височината на корпуса е намалена с една палуба. Това води до това, че корабите са заливани от вода в свежо време.
Системата на бронирането също претърпява значителни изменения. Вместо бронева палуба със скосове, съединяваща се с долния ръб на броневия пояс, е използвана гладка палуба, съединяваща се с горния ръб на бронепояса. Ако на „Ню Хампшър“ поясът има еднаква дебелина от 229 мм, то на „Саут Каролина“ той е с променлива дебелина – 254 мм в района на водолинията и 203 мм под нея. Над главния броневи пояс има горен пояс. Горният каземат не е брониран, тъй като няма необходимост да се прикриват оръдията на средния калибър. Краищата са бронирани слабо – на носа има гладка палуба, а на кърмата – със скосове, за прикриването на рулевите механизми. Дебелината на барбетите е намалена, тъй като те вече са четири, а два от тях са, отгоре на всичко, и доста по-нависоко. Такава схема за брониране – с два броневи пояса и гладка бронепалуба по горния ръб на бронепояса – става стандартна за последващите американски дредноути, проекти до „Невада“.
За разлика от „Дредноут“, като главни механизми, са използвани парни машини. Кепс счита, че поставянето на турбини е по-важно за крайцерите, а за линкор той счита за неприемливи техните значително по-големи стойности и ниска икономичност. Отначало искат да направят експеримент, поставяйки на единия от корабите на серията турбинна установка, но след това решават да го отложат до следващата серия линкори. Силовата установка се налага да бъде натикана в доста по-малки размери, отколкото е на „Кънектикът“, за това тя се получава с по-ниска мощност. И макар да се отказват от преграда в диаметралната плоскост, все пак успяват да разположат противоторпедни прегради по бордовете в района на котелните отделения.
Корабите имат два тънки комина вместо три широки при „Кънектикът“. Икономията на място води до необходимостта да се разположат част от спасителните лодки напречно на кораба – за пръв и последен път на американски линкор.
Още една новост да отбелязване е използването на решетъчни мачти. Това е резултат от желанието да се получи високо разположена платформа за наблюдение, която да не може да бъде свалена от едно попадение на снаряд. При британците има по-удачната конструкция на триногите мачти, но те се оказват по-тежки. Мачтата на американския линкор представлява хипербола, набрана от тънки тръбички, скрепени през определен интервал с пръстени. Конструкцията също така е поставена на монитора „Флорида“ и изпробвана през май 1908 г. Мачтата е натоварена отгоре с четиритонен товар и по нея са изстреляни четири 102-мм и един 305-мм снаряд. След като мачтата устоява, подобни конструкции са постановени на броненосците и на всички последващи американски дредноути. Това става своеобразна визитна картичка на американските линкори, тъй като с подобни мачти са снабдени, освен тях, само два броненосеца на Русия и два построени в САЩ, за експорт, дредноута.
Проектът е завършен на 26 юни 1905 г. Детайлната разработка се провежда от юли до ноември 1905 г., а чертежи са утвърдени на 23 ноември. Секретарят по делата на флота поставя своя подпис на проекта на 15 декември – десет дни след залагането на британския „Дредноут“. Но за разлика от рекордните срокове при британците, американците не бързат. Спецификациите към доставчиците са изпратени едва на 21 март 1906 г., а залагането се състои през декември, когато „Дредноут“ вече е влязъл в строй. Всички тези забавяния водят до това, че, не ставайки прародители на новия клас, двата американски линкора влизат в строй тогава, когато в британския флот вече има четири линкора и три линейни крайцера.

## Конструкция

### Корпус
Стойността на всеки от корабите съставлява 4,4 милиона долара, без отчитане на стойността на бронята и въоръжението. Новите линкори, по своите размери, са сходни с броненосците от типа „Кънектикът“. Проектната водоизместимост на „Саут Каролина“ съставлява 16 000 дълги тона (16 256,6 т) – максималната възможна според ограниченията на Конгреса. Пълната водоизместимост на „Саут Каролина“ съставлява 17 709,5 д.т. (17 993,56 т). Корпусът има дължина по КВЛ 137,2 м (450 фута), дължината между перпендикулярите е 138 метра (452 фута и 9 дюйма), газенето – 7,5 м. Общото тегло на корпуса, където традиционно за американското корабостроене е включено хоризонталното брониране, съставлява 7433 д.т (7552 т).
Макар да няма указания за каквито и да е ограничения за използването на корабите, в редица източници се споменава за недостатъчната здравина на някои от частите на корпуса. Метацентричната височина при нормална водоизместимост съставлява 2,105 м, а при пълно натоварване – 1,92 м.
По щата за мирно време екипажът се състои от 51 офицера и 812 матроса. Във военно време, за сметка на резервисти, той се увеличава до 1354 души.
| Данни за разпределението на теглата при „Саут Каролина“ към момента на построяване | Данни за разпределението на теглата при „Саут Каролина“ към момента на построяване | Данни за разпределението на теглата при „Саут Каролина“ към момента на построяване | Данни за разпределението на теглата при „Саут Каролина“ към момента на построяване | Данни за разпределението на теглата при „Саут Каролина“ към момента на построяване |
| Елемент на теглото                                                                 | Нормална водоизместимост, д. т                                                     | Пълна водоизместимост, д. т                                                        | Нормална водоизместимост, т                                                        | Пълна водоизместимост, т                                                           |
| ---------------------------------------------------------------------------------- | ---------------------------------------------------------------------------------- | ---------------------------------------------------------------------------------- | ---------------------------------------------------------------------------------- | ---------------------------------------------------------------------------------- |
| Корпус                                                                             | 6571,6                                                                             | 6571,6                                                                             | 6677                                                                               | 6677                                                                               |
| Снаряжение                                                                         | 861,3                                                                              | 861,3                                                                              | 875,1                                                                              | 875,1                                                                              |
| Брониране                                                                          | 3963,3                                                                             | 3963,3                                                                             | 4026,9                                                                             | 4026,9                                                                             |
| Силова установка (СУ)                                                              | 1428,5                                                                             | 1428,5                                                                             | 1451,4                                                                             | 1451,4                                                                             |
| Въоръжение                                                                         | 872,6                                                                              | 872,6                                                                              | 886,6                                                                              | 886,6                                                                              |
| Спомагателни механизми                                                             | 341,2                                                                              | 341,2                                                                              | 346,7                                                                              | 346,7                                                                              |
| Празен сух кораб (на английски: light ship)                                        | 14 038,5                                                                           | 14 038,5                                                                           | 14 263,7                                                                           | 14 263,7                                                                           |
| Боеприпаси                                                                         | 402,1                                                                              | 603,2                                                                              | 408,6                                                                              | 612,9                                                                              |
| Вода в котлите и масло в механизмите                                               | 111,2                                                                              | 111,2                                                                              | 113                                                                                | 113                                                                                |
| Екипаж                                                                             | 112,5                                                                              | 112,5                                                                              | 114,3                                                                              | 114,3                                                                              |
| Снабдяване                                                                         | 226,9                                                                              | 343,3                                                                              | 230,5                                                                              | 348,8                                                                              |
| Стандартна водоизместимост                                                         | 14 891,2                                                                           | 15 208,7                                                                           | 15 130                                                                             | 15 452,7                                                                           |
| Резервен запас прясна вода за котлите (на английски: RFW – Reserve Feed Water)     | 84,4                                                                               | 126,6                                                                              | 85,7                                                                               | 128,6                                                                              |
| Въглища                                                                            | 900                                                                                | 2374,2                                                                             | 914,4                                                                              | 2412,3                                                                             |
| Водоизместимост                                                                    | 15 875,6                                                                           | 17 709,5                                                                           | 16 130,2                                                                           | 17 993,6                                                                           |

### Брониране и конструктивна защита
Теглото на бронирането е 3963,3 т. Тук следва да се добавят също и 928,55 тона хоризонтално брониране, които са включени в теглото на корпуса. Главният брониран пояс има височина 2,44 м. За целите на икономията на тегло той има променлива дебелина по височина и дължина. В района на погребите, отгоре до водолинията, той има дебелина 305 мм, изтънявайки надолу до 280 мм. В района на силовата установка това са съответно 279,4 и 229 мм. На останалите места поясът има дебелина 254 мм в района на водолинията, изтънявайки надолу до 203 мм. По краищата поясът се затваря от траверси с 254-мм дебелина. В носовата част поясът продължава до 17 шпангоут с дебелина 254 мм, изтънявайки надолу до 203 мм. Над главния пояс върви допълнителен пояс, както и на додредноутите, наричащ се казематен. В долната част той има дебелина 254 мм, изтънявайки нагоре до 203 мм.
Горният каземат не е брониран. Краищата са бронирани с 38-мм пояс от никелова стомана, който към носа е до 8 шпангоут, а по кърмата до ахтерхщевена.
Броневата палуба, от никелова стомана, с обща дебелина 51 мм се състои от два слоя – 32 + 19 мм. В носовата част над главния бронепояс тя има дебелина 38 + 19 мм. Над силовата установка – 38 мм (19 + 19 мм). В носовия край палубата има дебелина 25 + 12,7 мм, в кърмовата – 51 + 19 мм. Над рулевите механизми палубата надебелява до 76 мм и има скосове.
Дебелината на барбетите на кулите на главния калибър съставлява 254 мм, а в долната им част, там, където барбетите се прикриват един друг, дебелината намалява до 203 мм. Кулите са по-компактни, отколкото на броненосците, което позволява да се прикрият с 305-мм челни и с 203-мм странични плочи. Покривът е направен от 64-мм никелова стомана.
Дебелината на стените на бойната рубка съставлява 305 мм. Нейния покрив има дебелина 51 мм. Стените на шахтите, съединяващи бойната рубка с централния пост, имат дебелина 229 мм. Димоходите са покрити с 38-мм броня.
Независимо от ограниченията на проекта по водоизместимост, на подводната защита е отделено значително внимание. В района на котелните отделения са поставени две допълнителни надлъжни прегради, зад които са разположени въглищни ями, създаващи допълнителна защита. Преградите имат люкове за подаването на въглища. По време на бой в долната част те се затварят, и подаването на въглищата се осъществява през горните и от междинния бункер.

### Силова установка
За компоновката на машинните и котелните отделения силно повлияват наложените ограничения. Дължината им е ограничена от групите на носовите и кърмовите кули, а ширината се ограничава от желанието да се получи прилична противоторпедна защита. За това е поместена силова установка с мощност по-малка, отколкото на предходните броненосци от типа „Кънектикът“.
Парата се изработва от 12 котела „Babcock & Wilcox“, заемащи три отсека (по четири котела във всяко). С цел икономия на място в котелните отделения няма прегради по диаметралната плоскост. Котлите са на въглищно отопление.
Две вертикални четирицилиндрови парни машини тройно разширение привеждат във въртене два винта. Теглото на машинната установка съставлява 1539,9 т. На приемо-предавателните изпитания проектната мощност от 16 500 к.с. не е достигната. Независимо от това, достигнатата мощност от 16 130 к.с. е достатъчна за постигането на максимална скорост от 18,79 възела, което е над контрактните 18 възела. Максималният запас въглища съставя 2374 тона. Това, според проекта, трябва да е достатъчно за изминаването на 5000 мили с 10-възлов ход. Фактическите измервания на разхода на гориво показват, че при чисто дъно, според изчисленията, линкорите могат да изминат 6950 мили.
Електроенергията си корабът получава от четири турбогенератора по 200 кВт. Тази величина е доста внушителна за онова време и се обяснява с високата степен на електрификация, в частност внедряването на електрозадвижване за кулите на главния калибър.

### Въоръжение
Основното въоръжение на линкора са осем 305-мм/45 оръдия Mark 6 в четири кули, разположени линейно-терасовидно. 305-мм оръдие Mark 5 с дължина на ствола от 45 калибра представлява удължен вариант на предходното 40-калибрено оръдие Mark 4, което е поставяно на последните серии броненосци. Стволът на оръдието е скрепен с шест цилиндра. Затворите на оръдията се обслужват ръчно. Зареждането им е картузно, с използването на 140,6 кг барут. На 394,6 кг бронебоен снаряд се придава скорост от 823 м/с, което при максималния ъгъл на възвишение от 15° осигурява далечина на стрелбата от 18 290 м.
Оръдията са поместени в кулите Mark 7, които във флота на САЩ стават първите напълно електрифицирани. Използването на електрически механизми е новост, в сравнение с флотите на европейските държави, където се използват електрохидравлични механизми. Електрическите трансмисии са по-компактни, което позволява да се получат кули с по-малки размери и тегло. Заедно с това това новаторство повлича след себе си необходимостта от използването на тежък ръчен труд от разчета на кулата. След пожара и взрива, през април 1906 г., в кулата на „Кентъки“ (USS Kentucky (BB-6)), предизвикани от късо съединение на електропроводите, във флота на САЩ е решено максимално да се ограничи използването на електрическо оборудване в кулите.
На линкорите от типа „Саут Каролина“, за първи път за капиталните кораби от флота на САЩ, е използвана двустадийно подаване на боеприпасите в кулата. Зарядите и снарядите се подават от подемниците в претоваръчно отделение, след това те се претоварват ръчно на горните подемници и от тях се подават в бойното отделение. Въртенето на кулите се осигурява от два електромотора с мощност 25 к.с. Вертикалното насочване на всяко от оръдията става от 15-силен електродвигател. Задвижването на досилател има мощност от 10 к.с. Всички механизми имат резервно ръчно задвижване.
Противоминният калибър се състои от 22 76,2-мм оръдия в казематни и открити установки. В състава на въоръжението също така влизат две трифунтови оръдия и два подводни 533-мм бордови торпедни апарата.

### Системи за управление на огъня
Съществено изменение, в сравнение с предходните броненосци, става използването на прицелни тръби, твърдо свързани с оръдията и изваждащи се отстрани през бордовите броневи плочи. Два прицела се използват за насочването на оръдията по вертикалната плоскост, и с тях работи един наводчик. В задната част на кулите остава само прицел за хоризонталното насочване. По-рано използваното разполагане на всички прицели под калпаци в задната част на кулите води до сложна система за синхронизацията им с оръдията и въпреки това не осигурява необходимата точност при стрелба на големи дистанции.
За разлика от британската система за управление на огъня на горния наблюдателен пост са разположени само далекомерите. Цялата информация от тях се обработва в долния централен пост. При това системата за централизирано насочване на оръдията има различна реализация в Британия и САЩ. В общия случай изчисленията за положението на движещата се цел изисква решаването на диференциално уравнение. В британския флот за изчисленията се използва геометрична апроксимация на основата на таблиците на Дрейер. След модернизацията на първите американски дредноути се появява разработеният към 1917 г. електромеханичен компютър на фирмата „Форд“, с помощта на който се произвеждат всички изчисления.
В американския флот, от централния пост към кулите, се предава само ъгълът на вертикално насочване. След запознаването с британската практика, от американците през 1917 г., са поставени прибори за предаването и на ъгъла на хоризонтално насочване. При това отличието е в това, че в американската система присъства обратна връзка за реалния ъгъл на хоризонтално насочване на кулите. Американците въобще не използват централно управление на стрелбата с противоминния калибър. В британския флот за това се използват директори на фирмата „Викерс“, аналогични на приборите за централно управление на главния калибър.
Както се оказва, не се отделя, в американския флот, и необходимото внимание на груповата стрелба по единични цели. В британската система един от корабите в дивизията се назначава за „мастер“, и данните от него се предават на останалите кораби. Дистанцията до целта се предава с помощта на обърнати към носа и кърмата циферблати със стрелки, напомнящи часовник, – „range-clocks“, поставени на мачтите. Ъгълът на направление на целта може да се определи с помощта на нанесена на кулата и барбетите огромна скала – „deflection scales“. Корабът „мастер“ дава залп. Идващия след него кораб премества точката на прицела съответно на разстоянието между него и „мастера“ и също дава залп. Един залп за цялата дивизия, с оглед неравномерното бордово люлеене (нужно е да се стреля тогава, когато корабът заема вертикално положение) заема около 15 секунди.
Освен това, по-бърза престрелка се осъществява за сметка използването на стрелба с полузалпове, а в същото време американците стрелят с пълни залпове. Американците не пропускат да се възползват от опита на британците и внасят усъвършенствания както в своите прибори, така и в методите на управление на огъня.

## История на службата
| Название                                     | Корабостроителница     | Заложен             | Спускане на вода | Влизане в строй  | Съдба                          |
| -------------------------------------------- | ---------------------- | ------------------- | ---------------- | ---------------- | ------------------------------ |
| „Саут Каролина“ (USS South Carolina (BB-26)) | William Cramp and Sons | 18 декември 1906 г. | 11 юли 1908 г.   | 1 март 1910 г.   | отписан на 15 декември 1921 г. |
| „Мичиган“ (USS Michigan (BB-27))             | New York Shipbuilding  | 17 декември 1906 г. | 26 май 1908 г.   | 4 януари 1910 г. | отписан на 11 февруари 1922 г. |

### „Саут Каролина“
„Саут Каролина“ (ВВ-26) става четвъртия кораб във флота на САЩ, който носи това име. Заложен е в корабостроителницата „Уилям Крамп енд сон“ във Филаделфия на 18 декември 1906 г., спуснат е на вода на 1 юли 1908 г., влиза в състава на флота на 1 март 1910 г.
На 6 март излиза за своя първи поход в района на Западните Индии и Куба, за изпитания и обучение на екипажа. През април се връща в САЩ. На 1 ноември отплава в далечен поход към Европа, където се намира до края на годината, посещавайки Портленд и Шербур, демонстрирайки растящата мощ на флота на САЩ. Връща се в състава на 2-ра дивизия линейни кораби. През лятото на 1911 г. дивизията отново отплава за Европа, посещавайки Копенхаген, Стокхолм, Кронщат и Кил. През юни 1912 г. на Хемптънския рейд участва в приемането на германските гости – ескадра в състав линейния крайцер „Молтке“, леките крайцери „Бремен“ и „Щетин“.
Последващата служба на линкора е достатъчно рутинна – „Саут Каролина“ провежда учения през пролетта в Карибско море и лятото при бреговете на САЩ, използва се за обучение на кадети от флота на САЩ и участва в маневри, преминава текущи ремонти във Филаделфия. Периодически линкорът се използва за демонстрация на сила в неспокойните държави от Карибския залив – Мексико, Хаити.
С влизането на САЩ в войната, през 1917 г., за линкора малко неща се променят. Поради моралното остаряване той не е изпратен в Европа, продължавайки учебните походи, става ковачница за кадри на американския флот. Едва през септември 1918 г. той е привлечен за провеждане на конвой за Европа, а след сключването на примирието извършва четири трансатлантически прехода, доставяйки в родината около 4000 американски войника.
След войната преминава модернизация на системата за управление на артилерийското въоръжение, което не пречи на 15 декември 1921 г. да бъде преведен в резерва. Според условията на Вашингтонското съглашение, на 10 ноември 1923 г., „Саут Каролина“ е изключена от списъците на флота. Преди продажбата му за скрап корпусът на линкора е използван за изпитания на конструкции за противоторпедни були, които се предполага да бъдат монтирани на модернизируемите, останали в строй, линкори. По десния му борд е монтирана секция, имитираща булите на „въглищните“ линкори, а по левия – на новите „нефтени“ линкори. Вътре в корпуса също са поставени допълнителни прегради, набелязани за монтиране в процеса на модернизациите. Старият линкор е натоварен с баласт за получаване на газене от 8,5 метра, както е при новите линкори, и са проведени изпитания с подводни взривове на заряди с мощност 182 кг TNT, имитиращи попадения на торпеда. С края на изпитанията „Саут Каролина“ е изпратен за разкомплектоване.

### „Мичиган“
Линейният кораб „Мичиган“ (ВВ 27) е заложен от „Ню Йорк Шипбилдинг“ в Камдън, щата Ню Джърси, на 17 декември 1906 г. Спуснат е на вода на 26 май 1908 г. и влиза в състава на флота на 4 януари 1910 г., изпреварвайки главния кораб на серията „Саут Каролина“.
Преминавайки изпитанията и бойните учения при крайбрежието на САЩ и в Карибско море, на 2 ноември 1910 г., „Мичиган“ се отправя в поход за Европа, посещавайки Портленд и Шербур. Изпитанията показват същата неприятна особеност, както и на систършипа, – тежко, с голям размах люлеене. До началото на войната в Европа той се намира при Източното крайбрежие на САЩ, периодически извършвайки учебни походи, междупоходови ремонти и осъществявайки демонстрация на сила при бреговете на неспокойно Мексико.
Началото на Първата световна война слабо се отразява на службата на линкора – тя тече както и по-рано, в походи. В процеса на текущите ремонти са увеличени размерите на ходовите мостици, бойната рубка, лодките са заменени със спасителни салове. „Мичиган“ е снабден с две зенитни 76-мм оръдия, допълнителни противоторпедни постове и прожекторни площадки на решетчатите мачти. През септември 1916 г. 305-мм снаряд, изстрелян от лявото оръдие на кула №2, се взривява след излитането от ствола, повреждайки надстройката и носовата кула, след което линкорът е принуден да влезе за ремонт. След влизането на САЩ във войната „Мичиган“ е привлечен към ескортирането на конвои и обучение на мобилизираните новобранци.
На 15 януари 1918 г. той, заедно с Атлантическия флот, се намира в морето, недалеч от нос Хатерас. По време на щормовото люлеене носовата ажурна мачта губи устойчивост, деформира се и рухва зад борда, което води до човешки жертви. Това е единственият случай, за цялата история, когато ажурна мачта не издържа на натоварване. Изследванията показват, че основните фактори, довели до катастрофата, са силното люлеене, съпътстващо линкорите от типа „Саут Каролина“, непремислената модификация, удължила мачтата след демонтажа на щурманския пост, на който тя преди това стои, и некачествено проведения ремонт след повредите от снаряда през 1916 г.
След ремонта взема участие в доставката на американския контингент вкъщи, след края на войната – извършва два трансатлантически прехода, превозвайки около 1000 военнослужещи. След провеждането на модернизация, засягаща системите за управление и бронирането на покривите на кулите, на 6 август 1919 г., е изваден в резерва на първа линия. В началото на 1920 г. е върнат в строя на флота, извършва два похода в Тихия океан към Хонолулу и един към Европа. На 11 февруари 1922 г. е изключен от състава на действащия флот. Според Вашингтонското съглашение „Мичиган“, на 10 ноември 1923 г., е изключен от списъците на флота и в течение на 1924 г. е разкомплектован за метал в корабостроителницата „Ню Йорк нави ярд“.

## Оценка на проекта
Според мнението на Балакин проектът за линкорите „Саут Каролина“ е изпреварил, по време, аналогичния проект на британския линкор с единен главен калибър – „Дредноут“. И само забавянията със строителството не дават на този тип кораби да станат прародители на новия клас. Според данните на Паркс, макар той и да започва да се проектира преди появата на сведения за „Дредноут“, неговото проектиране започва по-късно, отколкото проектирането на „Дредноут“. Самият проект за американски „all big gun“ се оценява достатъчно сдържано. Ако той се оценява от гледна точка конструктивни решения, то от водоизместимостта 16 000 т американците успяват да „изстискат“, навярно, възможния максимум. От друга страна, сравнението не само с чуждестранните еднокласници, но даже и с предшествениците – броненосците от типа „Кънектикът“ – не винаги е в полза на „Саут Каролина“. До голяма степен това се явява следствие от спецификата на развитие при американските линкори. В САЩ предпочитат еволюционното развитие от серия към серия, като се залагат по два нови капитални кораба всяка година. За разлика от революционния скок на британския „Дредноут“ по сравнение с неговите предшественици, при „Саут Каролина“ явно се проследява развитието от проекта броненосци тип „Кънектикът“. Всички специалисти признават революционността в използването на линейно-терасовидната схема, което позволява на „Саут Каролина“ да има такова количество оръдия в бордовия залп, както на много по-големите британски „Дредноут“ и немски „Насау“. Явно уместно е и увеличаването на боезапаса за главния калибър до 100 снаряда на оръдие.
Заедно с това ред решения служат за причина на сериозна критика.
Изводът, направен от американците за достатъчността в използването на 76,2-мм оръдия, като противоминен калибър, е толкова погрешен, колкото и на британците в проекта „Дредноут“. Бързият ръст във водоизместимостта на миноносците води до това, че ефективността на тези оръдия е явно недостатъчна за нанасянето на съществени повреди, и на следващия проект за свои дредноути американците увеличават калибъра до 127 мм. При „Саут Каролина“ отсъствието на резерви тегло води до невъзможност да се поставят нови оръдия, още повече, налага се да се свалят част от 76-мм оръдия, за да може да се компенсира увеличеното, в резултат на доработките, високо тегло. Сериозен недостатък е съхраняването на архаичния таран. На следващите американски линкори таранът е заменен с бълб – за намаляване на вълновото съпротивление при движение.
Основните проблеми са свързани с необходимостта да се вместят в 16 000-тонния лимит, установен от Конгреса. Това води след себе си до жестока икономия на тегло и пространство. Големият разход на гориво от парните турбини, на онова време, при икономичен ход и тяхната висока стойност стават причина за използването на консервативна машинна установка. Максималната скорост от 18 възела става следствие от невъзможността да се впише в наличните габарити машинна установка с по-голяма мощност. Това води до това, че двата линкора от типа „Саут Каролина“ в годините на войната действат заедно със старите броненосци в домашни води и не са изпратени в Европа.
Използването на нисък корпус в кърмовата част води до силна заливаемост при свежо време. Тизи кораби също се отличават с рязко люлеене, което има голяма амплитуда.
Макар бронирането да е достатъчно прилично, необходимостта от икономия на тегло води до това, че на ред места дебелината на вертикалното брониране при новите линкори е по-малка, отколкото при броненосците от типа „Кънектикът“. Схемата на хоризонталното брониране е достатъчно специфична. За разлика от британските и немските линкори, които се строят с оглед на планираните боеве на малки дистанции в неспокойното Северно море, американските кораби се планират за бой на големи дистанции в условията на сравнително добро време. В теорията използването на хоризонтална бронирана палуба без скосове над главния пояс е по-изгодно при големи дистанции, при това е еднозначно по-лошо в условията на бой на къси дистанции. Тази схема не преминава проверка в реален бой, за това е трудно да се твърди по неин повод каквото и да е еднозначно. Противоторпедната защита е предмет на гордост за главния конструктор Кепс. По дълбочина и еднородност, за сметка на отказа от бордови кули, тя изглежда по-привлекателна, отколкото тази на европейските кораби.
Британците, обследващи в края на Първата световна война американските линкори, достатъчно сдържано се изказват по отношение на системите за електрозадвижване на кулите на американските линкори, за кучността на техния огън и за системата за управление на огъня като цяло. При това условията за обитаемост на американските линкори печелят висши похвали и даже са оценени като прекомерно разкошни.
Като извод може да се каже, че проектът „Саут Каролина“ е не толкова новаторски, като британския „Дредноут“, и се запомня основно благодарение на революционността в използването на линейно-терасовидната схема. В света те не произвеждат впечатление отчасти поради това, че линейно-терасовидната схема по-рано е използвана на френския броненосец „Анри IV“, като е неизвестно доколко добре са решени от американците присъщите на дадената схема проблеми, и отчасти поради откровената слабост на 3" противоминна батарея. Отсъствието на модернизационен резерв и скромните характеристики водят до моралното остаряване на линкорите от типа „Саут Каролина“ към момента на встъпването на САЩ в Първата световна война и става причина за тяхното отписване според резултатите на Вашингтонската конференция.
| Заложен                                      | 1903                                        | 1906                    | 1905                    | 1907                             |
| Влиза в строй                                | 1906                                        | 1910                    | 1906                    | 1909                             |
| Водоизместимост, нормална, т                 | 16 256,6                                    | 16 256,6                | 18 400,5                | 18 873                           |
| Пълна, т                                     | 17 983,9                                    | 17 983,9                | 22 195,4                | 20 535                           |
| Тип СУ                                       | ПМ                                          | ПМ                      | ПТ                      | ПМ                               |
| Проектна мощност, к.с.                       | 16 500                                      | 16 500                  | 23 000                  | 22 000                           |
| Проектна максимална скорост, въз.            | 18                                          | 18                      | 21                      | 19,5                             |
| Далечина на плаване, мили (на скорост, въз.) | 6620(10)                                    | 5000(10)                | 6620(10)                | 9400(10)                         |
| Брониране, мм                                |                                             |                         |                         |                                  |
| Пояс                                         | 279                                         | 254 – 305               | 279                     | 270                              |
| Палуба                                       | 76                                          | 38 – 63                 | 35 – 76                 | 55 – 80                          |
| Кули                                         | 305                                         | 305                     | 279                     | 280                              |
| Барбети                                      | 254                                         | 254                     | 279                     | 265                              |
| Рубка                                        | 229                                         | 305                     | 279                     | 400                              |
| Схема на въоръжението                        |                                             |                         |                         |                                  |
| Въоръжение                                   | 2×2×305/45 4×2×203/45 12×1×178 20×1×76 4 ТА | 4×2×305/45 22×1×76 2 ТА | 5×2×305/45 27×1×76 5 ТА | 6×2×280/45 12×1×150 14×1×88 6 ТА |

## Коментари
1. ↑  Тук влизат 928,55 д. т (943,44 т) бронирана палуба, включваща самата броня и подкрепящите я елементи.
2. ↑  За корабите с парни машини е дадена индикаторна мощност, за „Дредноут“, с парна турбина – мощност на валовете.